# 神坂雪佳

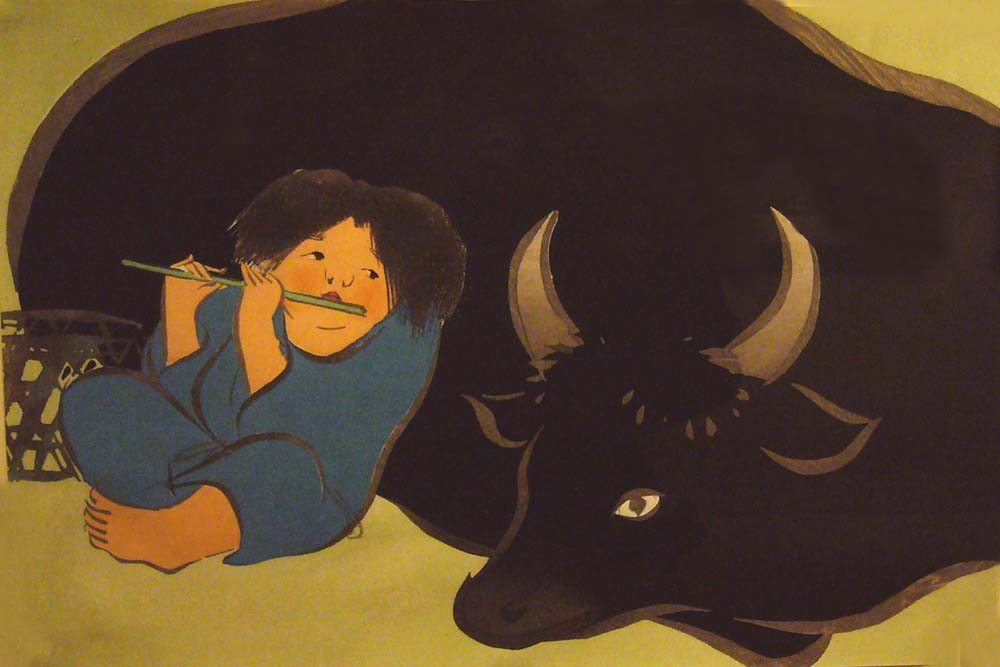
『牧童』

神坂 雪佳（かみさか せっか、慶応2年1月12日〈1866年2月26日〉 - 昭和17年〈1942年〉1月4日）は、近現代の日本の画家であり、図案家。
京都に暮らし、明治から昭和にかけての時期に、絵画と工芸の分野で多岐にわたる活動をした。本名は神阪吉隆（よしたか）。

## 概説
京都御所警護の武士・神坂吉重の長男として、幕末の京都・粟田口（現・京都市粟田口）に生まれる。1881年（明治14年）、16歳で四条派の日本画家・小野村賢と鈴木瑞彦に師事して絵画を学び、6年後（明治20年）に川島織物で図案の仕事を始めると装飾芸術への関心を高め、1890年（明治23年）には品川弥二郎の紹介で図案家・岸光景に師事して工芸意匠図案を習い修めると、岸が傾倒した琳派に魅かれるようになった。
『第五回内国勧業博覧会審査官列伝』によると工芸品に施された神坂のデザインは、ゆくゆくは国内と海外の博覧会や共進会、展覧会のほか漆工芸会青年会競技会に出展して賞与を100件超受けたと伝わる。
京都市に技師として奉職した1896年（明治29年）からグラスゴー出張を挟んで、1902年（明治35年）3月には第2回全国模様図案競技会の審査員に委嘱される。

### 海外視察
京都府の技師に転じた神坂は、一方でフランス・パリ博覧会（1897年）に臨んで出品奨励協会の評議員に選ばれ（明治30年10月）、他方で図案係（明治30年2月）として京都美術協会「新古美術品展覧会」と接点ができた。イギリスで開催されるグラスゴー国際博覧会Glasgow International Exhibitionに向けて工芸品の出展が決まると、農商務省から意匠図案を受嘱するかたわら、全国意匠工芸博覧会では高等審査会員となり（1899年＝明治32年4月）、京都美術工芸学校の技師に採用される（1900年＝明治33年4月）。翌1901年（明治34年）の視察にあわせて世界の図案の調査を兼ねて渡欧すると、当時のヨーロッパではジャポニスムが流行し、日本美術の影響を受けたアール・ヌーヴォーが花開いていた。神坂もそこで日本の優れた装飾芸術を再認識したという。帰国すると京都美術協会の「新古美術品展覧会」懸賞図案審査委員を務め（明治34年10月高等審査会員を兼務）、図案部と彫刻部、織物部と漆器蒔絵部に加えて各種工芸部まで担当する。

## 琳派
琳派の俵屋宗達らが使った絵具のにじみを利用する画法「たらしこみ」のほか、デフォルメ、クローズアップ、トリミングを用いた大胆な構図など、琳派に傾倒してその影響を受けながらもモダンで明快な作風である。1913年（大正2年）には雨森菊太郎に相談し、岸光景とともに琳派の本阿弥光悦を顕彰する「光悦会」発起人となった。このとき、森田清之助は人づてに光悦寺のことなら神坂だと紹介されて京都に訪ねている。寺の彫刻を模刻する資金協力を依頼した森田は光悦に寄せる神坂の熱い想いを汲んで、光悦寺に臨時の設備をおくこと、大正天皇即位の同年に来京する人々に応対することを相談したところ、神坂は顕彰会立ち上げの決意をしたという。
大正皇后が京都市絵画専門学校ほかを視察した1919年（大正8年）5月19日、美術工芸の実演をした中に奏任教諭を務めた神坂ほか、竹内栖鳳、山本春挙、都路華香、菊池契月、木島桜谷らがいた。また神坂は久邇宮にゆかりの叢華殿に襖絵全80面を描いて納めた。一般には公開されていない。
工芸家として島田佳矣ともども農商務省主催の図案展覧会で審査員を委嘱され東京に赴くことの増えた神坂は、自身が主催する研鑽団体「佳都美会」を1919年（大正8年）に「佳都美村」に改称した。これは光悦が京都の鷹峯に開いた「光悦村」に倣ったという見解もあり、森田は「村人」の宮永東山や清水六兵衛などが神坂を年寄り（村おさ）と呼んだと記した。品川がしたためた扁額「染織筆耕」を画室にかかげた神坂は、染織や陶芸・漆芸など暮らしを装う工芸品の図案も積極的に行い、同会を通じて後進の指導にもあたった。
1942年（昭和17年）1月4日、77歳で死去した。2年後の1944年（昭和19年）には長男の吉明らにより遺作展が開かれた。

## 評価

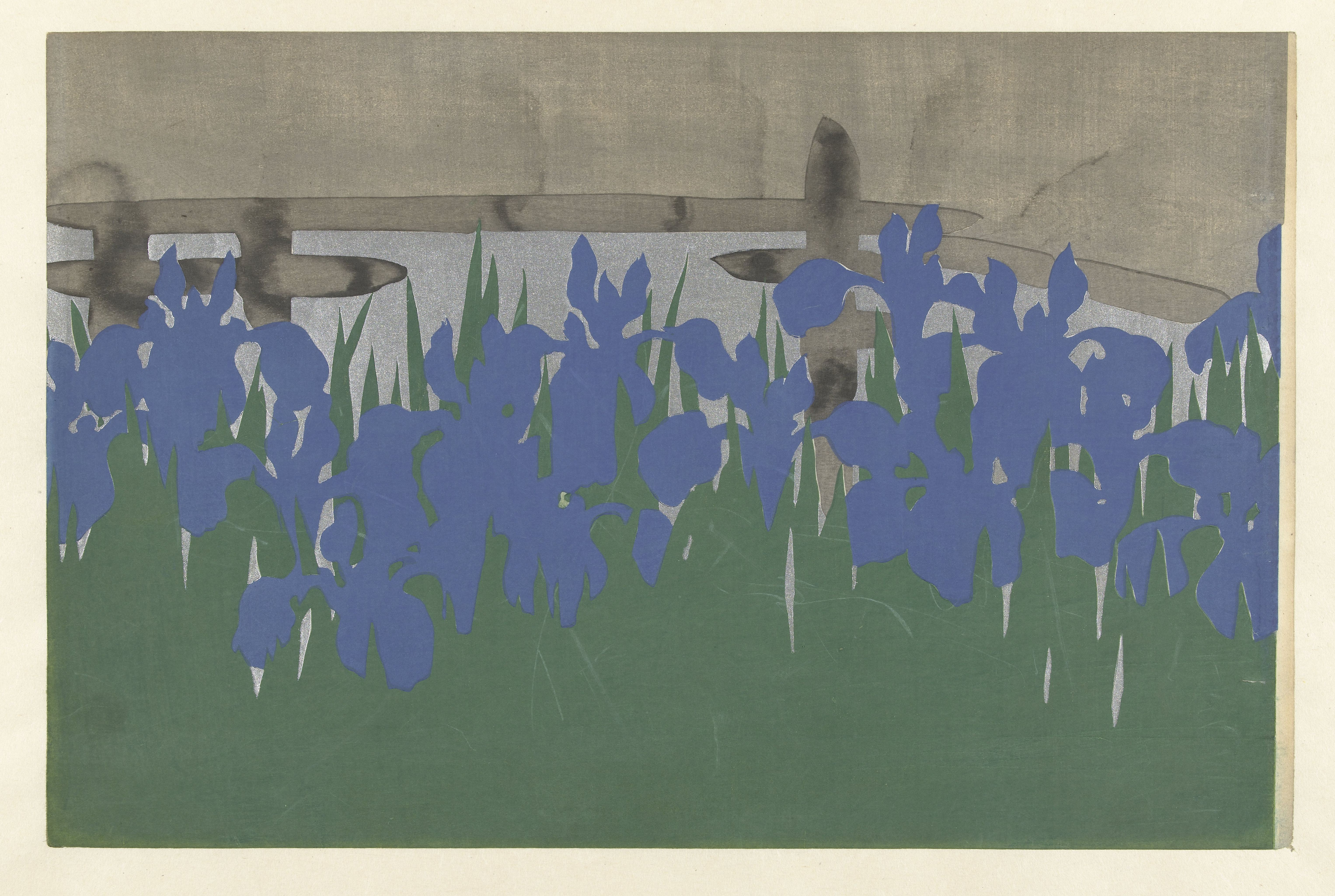
エルメスの雑誌の表紙を飾った『百々世草』より「八つ橋」

雪佳の創作活動の大きな特徴は、暮らしを彩るデザインを提供し、空間のトータルコーディネイトをした点にある。実用性の高い図案集の出版から、工芸品の意匠、調度品の装飾、絵画制作に至るまで幅広い仕事をこなし、佳都美会京都産業界の振興や工芸界の活性化に尽力した。その業績から「光琳の再来」とも称されている。
2001年（平成13年）、ファッションブランドのエルメスが発行する雑誌『LE MONDE D`HERMES』の表紙を飾った。
2022年（令和4年）、雪佳の功績を振り返り、約80点の作品を展示する「つながる琳派スピリット 神坂雪佳」展が、京都の細見美術館や東京のパナソニック汐留美術館で開催された。

## 家族構成
蒔絵師の神坂祐吉は雪佳の実弟で、雪佳が図案した作品も多い。日本画家の神阪松濤も弟。

## 栄誉栄典
- 臨時博覧会事務局の図案1等金牌（きんぱい、明治30年8月）

### その他の公職
雇用者別に神坂の職歴を『第五回内国勧業博覧会審査官列伝』に従ってまとめる。
- 京都市
  - 京都漆工会頭公安委員（明治29年）を経て京都漆器蒔絵・図案調製担当（明治29年8月、参事会）
  - 京都図案部の第1回懸賞図案会（明治30年5月、審査幹事）
- 五二会（明治30年1月、京都図案部幹事）
- 漆器協賛会（明治30年7月、製品実検監理）
- 日本美術協会（明治33年2月、第7部委員）
- 京都彫技会第1回競技会（明治33年10月審査員、明治35年9月委員）
- 全国模様図案競技会（明治35年3月、第2回審査員）

## 主な作品
| 四季草花図屏風（しきそうかず びょうぶ） ：六曲一双 |  | 四季草花図屏風（しきそうかず びょうぶ） ：六曲一双 |
| 四季草花図屏風（しきそうかず びょうぶ） ：六曲一双 |  |                                                    |

## 著作

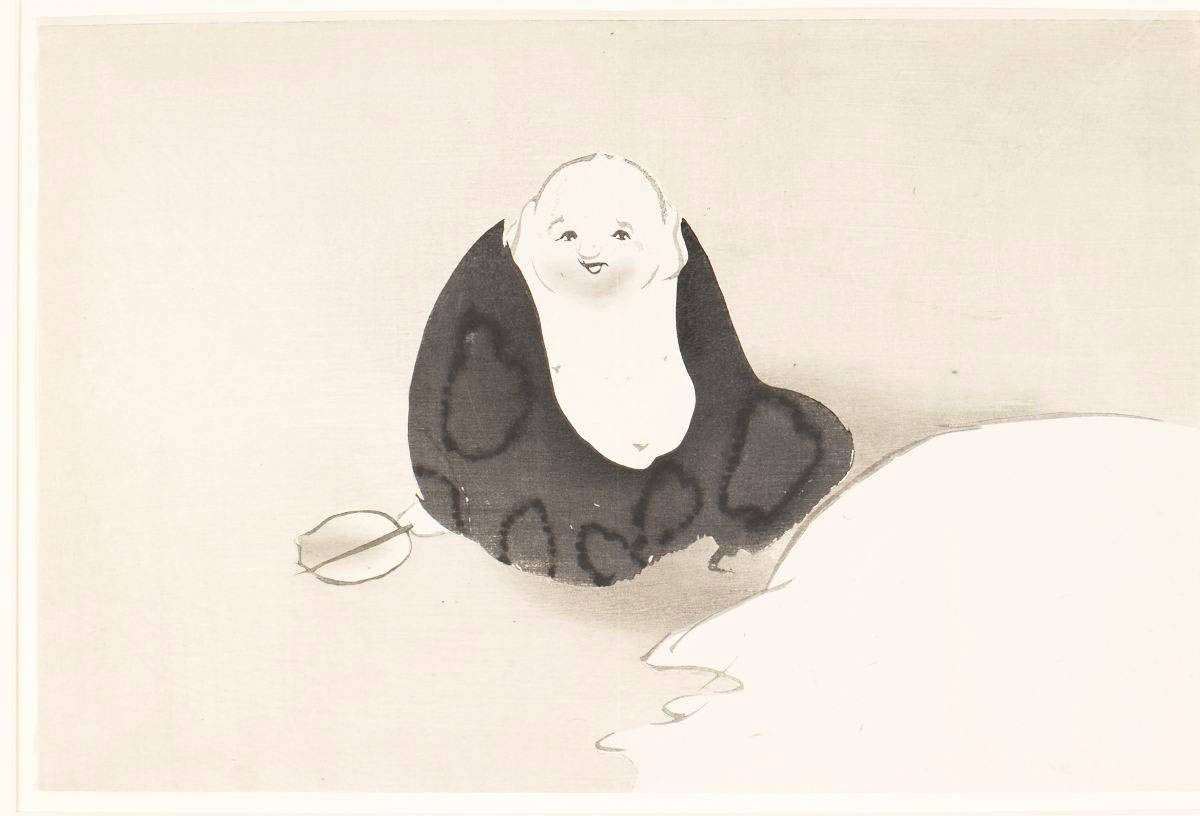
『百々世草』より

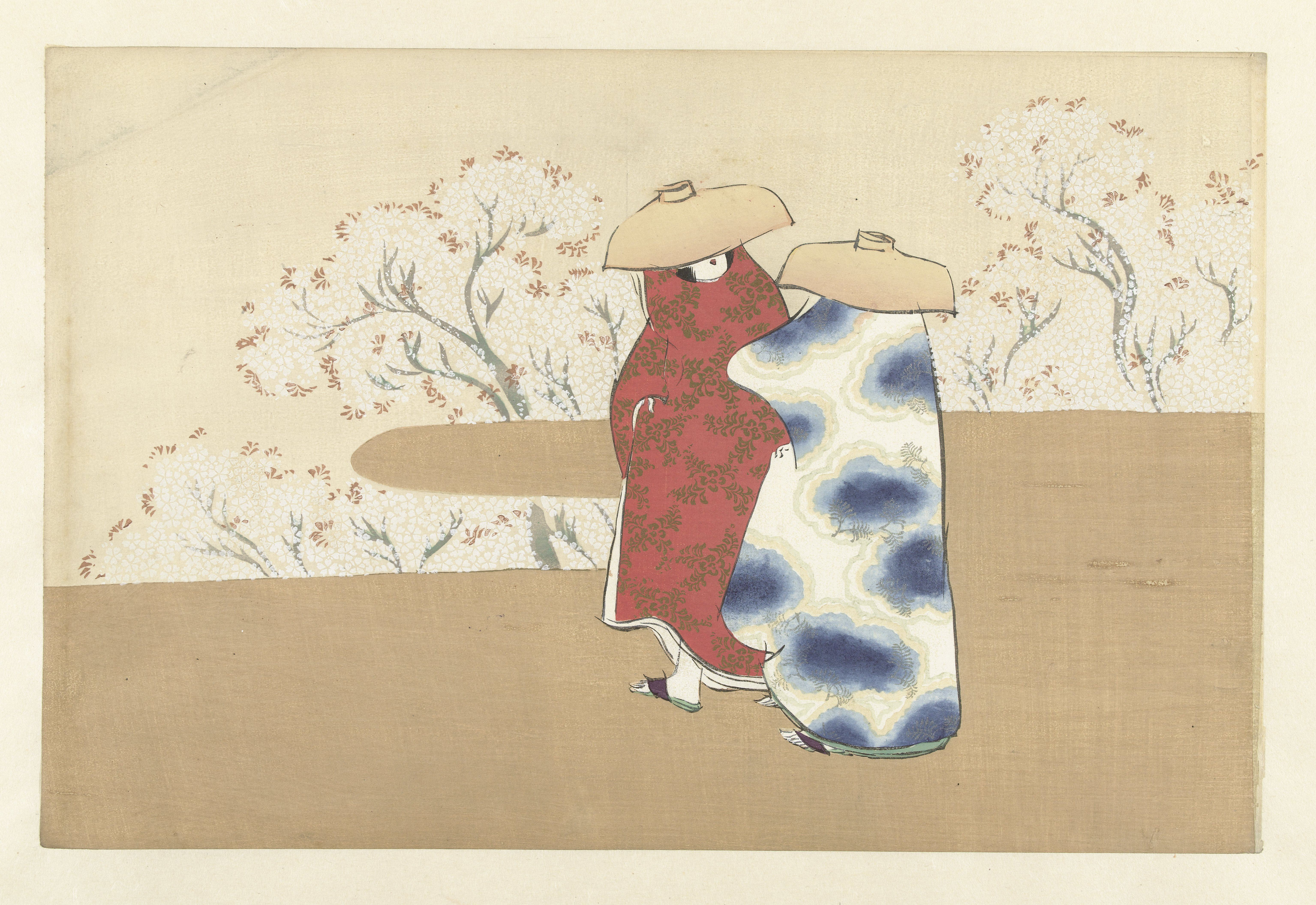
神坂雪華作「春弥生」。全集『百々世草』第1巻の図版、寸法：上面:縦301mm×横462mm。

木版画集『百々世草』（ももよぐさ）（全3巻）は、版元・芸艸堂より発行され版を重ねてきた。英語題名 "World of a things"。
- 神坂 雪佳『百々世草』芸艸堂、1909年。NCID BA3310049X。
  - 神坂 雪佳『百々世草』芸艸堂、重版、京都書院（発売）、1987年、NCID BA60733557。
  - 神坂 雪佳『百々世草』比嘉 明子 編、芸艸堂〈近代図案コレクション〉、2003年。ISBN 9784753801985、NCID BA63809087。

洋書
- 神坂 雪佳, Moscatiello, Manuela 序. Les herbes de l'éternité. Philippe Picquier, 2013. フランス語版。ISBN 9782809712070, 9782809709537、NCID BB23297238、NCID BB29796682。

工芸について
- 神坂 雪佳『別好亰染都の面影』田中治兵衛、1890年、NCID BA48171130。別表記『別好亰染都乃面影』。
- 神坂 雪佳『海路 : 染織図案』芸艸堂、1902年、NCID BB02732849。
  - 神坂 雪佳『海路 : 染色図案』、芸艸堂、重版、2009年、ISBN 9784753812905、NCID BB02313493。
- 神坂雪佳『滑稽図案』芸艸堂、重版、2003年、ISBN 4753812766、NCID BA6380021X。

デザインについて
- 神坂雪佳『精華』田中治兵衛、1894年、NCID BA47985894。
- 神坂雪佳『ちく佐』山田芸艸堂、1899年、NCID BA43396086。
- 神坂雪佳『しきし模様』田中治兵衛、文求堂、1901年、NCID BA48092974。
- 山田直三郎、神坂 雪佳『衣かへ』山田芸艸堂、1901年、NCID BA8828143X。
- 神坂雪佳『蝶千種』（ちょうせんしゅ）山田芸艸堂、1904年、NCID BA43858862。
  - 神坂雪佳、メトロポリタン美術館 A flight of butterflies’’. Metropolitan Museum of Art, Thames, Hudson, 1979. ISBN 0870992066, 050001227X、NCID BA10803220。
- 神坂雪佳、菱川師宣、西川祐信、『日本女装』、芸艸堂、1906年、NCID BN02809733。
- 神坂雪佳『うた絵』、芸艸堂、1934年、NCID BA3605251X。

展覧会の図録
- 神坂雪佳、池田祐子、Wood, Donald Alan『神坂雪佳：琳派の継承・近代デザインの先駆者』京都国立近代美術館、Brmingham Museum of Art、朝日新聞社、2003年、ISBN 4876421692、NCID BA63807503。京都国立近代美術館、佐倉市立美術館、ロサンゼルス・カウンティ美術館、バーミングハム美術館（アラバマ州）。別題『Kamisaka Sekka : Rimpa master-pioneer of modern design』。
- 細見美術館、毎日放送、毎日新聞社、京都新聞社『京琳派神坂雪佳展：宗達、光琳から雪佳へ』毎日放送、2006年、NCID BA7650839X。
- 京都女子大学図書館『図書館資料によむ神阪（坂）雪佳：第九回図書館資料特別展観』京都女子大学・京都女子大学短期大学部図書館、新東山文化創生実行委員会、2009年、NCID BB06534836。同題の展示の図録。会期・会場：2009年（平成21年）11月19日-12月2日、京都女子学園建学記念館「錦華殿」。「知となごみのまち新東山文化創生・平家物語と〈今〉をつなぐ」の一環として開かれた（文化庁平成21年度「文化芸術による創造のまち」支援事業）。
- 神坂雪佳、Trinh, Khanh, Art Gallery of New South Wales. Kamisaka Sekka : dawn of modern Japanese design’’. Art Gallery of New South Wales, 2012. ISBN 9781741740776, 9783791347530、NCID BB11247720.

- 神坂雪佳、山本太郎（画家）、河野元昭、福井麻純、ジョン・D・ショースタク（Szostak, John Donald）、大竹真由、京都新聞社『美術館えきKyoto、琳派からの道：神坂雪佳と山本太郎の仕事：琳派400年記念』青幻舎、2015年、ISBN 9784861525216、NCID BB19920140。

## 関連資料
項目の50音順。
院展
- 橋本平八、吉田白嶺、平櫛田中、神坂雪佳、渋谷区立松涛美術館『院展の彫刻：渋谷区立松涛美術館特別展』渋谷区立松涛美術館、1982年、NCID BN10231752。

絵画について
- Tissink, Fieke (2, 1995). “Oosterse wereld westers getint” (オランダ語). De Rijksmuseum Kunstkrant 21:  12-13.　仮題「西洋の色合いが加わった東洋の世界」
- Fitski, Menno (5 2007). “Japanse geïllustreerde boeken, 17de-20ste eeuw” (オランダ語). De Rijksmuseum Kunstkrant 33:  16-19.　仮題「日本の絵本、17–20世紀」
- 宮崎もも『江戸琳派 = Elegance in Japanese Art : 花鳥風月をめでる』エリック・ルオン 訳、東京：パイインターナショナル、2018年。別題『Elegance in Japanese Art』。英語併記。

工芸、意匠
- 楽美術館、茶道資料館、伊東陶山（初代）、諏訪蘇山（初代）、神坂雪佳『京都の近代工芸：陶芸・漆芸』楽美術館：茶道資料館、1994年、NCID BN13845149。
- 樋田豊次郎、東京国立近代美術館『明治・大正期における図案集の研究：世紀末デザインの移植とその意味』東京国立近代美術館、2002年。科学研究費補助金（基盤研究（B）（1））研究成果報告、平成11-13年度、NCID BA58614409。
- 神坂雪佳、榊原吉郎『神坂雪佳の世界：琳派からモダンデザインへの架け橋：発見！』平凡社〈コロナ・ブックス140〉、2008年、ISBN 9784582634372、NCID BA86423511。
- 石田佳也、上野友愛、丹羽理恵子、伊藤若冲、神坂雪佳、結城素明、サントリー美術館、朝日新聞社、フジテレビジョン『不滅のシンボル：鳳凰と獅子、サントリー美術館、2011、美を結ぶ。美をひらく。：開館50周年記念』2、NCID BB05890722。別題『Art revisited, beauty revealed：50th anniversary commemorative exhibition』。
- 京都工芸繊維大学美術工芸資料館「浅井忠・武田五一と神坂雪佳」『京都高等工芸学校・京都市立美術工芸学校の図案教育』1、京都工芸繊維大学美術工芸資料館、2014年、NCID BB16295196。
- Nagasaki, Iwao; [[d:Q45932421 |Tinios, Ellis]]; 松葉 涼子; 藤田 加代子; Su, Stephanie (2020). Li, Vivian; Worcester Art Museum. eds (英語). The kimono in print : 300 years of Japanese design. Leiden: Hotei Publishing. NCID BC0253783X. ISBN 9004424644, 9789004424647. 仮題『版画の着物：日本のデザイン300年』東西の研究者の寄稿5本により、日本の版画と着物の世界の接点について研究成果を発表。ウースター美術館（英語版）の展覧会図録（2020年3月28日-6月28日）。
- 中尾優衣、杉浦非水、エミール・ガレ（Gallé, Emile）、神坂雪佳、東京国立近代美術館、国立工芸館『「めぐるアール・ヌーヴォー展」をめぐるための11の扉』東京国立近代美術館、2021年、NCID BC11684187。別題『Eleven perspectives on the cyclical nature of Art Nouveau』。

琳派
- 榊原吉郎『近代の琳派、神坂雪佳』京都書院、1981年。ISBN 4763600257。